# NCAA Division I 2025 (pallavolo maschile)
La NCAA Division I 2025, 55ª edizione della massima divisione del campionato universitario organizzato dalla NCAA, si è svolta dal 2 maggio al 12 maggio 2025: al torneo hanno partecipato 9 squadre di pallavolo universitarie e la vittoria finale è andata per la quarta volta alla CSU Long Beach.

## Squadre partecipanti
| Club              | Stagione | Città         | Stato             | Conference           | Qualificazione         |
| ----------------- | -------- | ------------- | ----------------- | -------------------- | ---------------------- |
| Belmont Abbey     | dettagli | Belmont       | Carolina del Nord | Conference Carolinas | Campione di conference |
| UC Los Angeles    | dettagli | Los Angeles   | California        | MPSF                 | Ranking                |
| CSU Long Beach    | dettagli | Long Beach    | California        | Big West Conference  | Ranking                |
| Daemen            | dettagli | Amherst       | New York          | Northeast Conference | Campione di conference |
| Fort Valley State | dettagli | Fort Valley   | Georgia           | SIAC                 | Campione di conference |
| Hawaii            | dettagli | Honolulu      | Hawaii            | Big West Conference  | Campione di conference |
| Loyola Chicago    | dettagli | Chicago       | Illinois          | MIVA                 | Campione di conference |
| Penn State        | dettagli | State College | Pennsylvania      | EIVA                 | Campione di conference |
| Pepperdine        | dettagli | Malibù        | California        | MPSF                 | Campione di conference |

## Torneo

### Tabellone
|  | Primo turno | Primo turno | Primo turno |  |  | Quarti di finale | Quarti di finale  | Quarti di finale |                |   | Semifinali | Semifinali     | Semifinali |                |   | Finale | Finale | Finale |  |
|  |             |             |             |  |  |                  |                   |                  |                |   |            |                |            |                |   |        |        |        |  |
|  |             |             |             |  |  | 1                | CSU Long Beach    | 3                |                |   |            |                |            |                |   |        |        |        |  |
|  |             |             |             |  |  | 8                | Fort Valley State | 0                |                |   |            |                |            |                |   |        |        |        |  |
|  |             |             |             |  |  |                  |                   |                  |                |   | 1          | CSU Long Beach | 3          |                |   |        |        |        |  |
|  |             |             |             |  |  |                  |                   | 5                | Pepperdine     | 1 |            |                |            |                |   |        |        |        |  |
|  |             |             |             |  |  | 4                | Loyola Chicago    | 1                |                |   |            |                |            |                |   |        |        |        |  |
|  |             |             |             |  |  | 5                | Pepperdine        | 3                |                |   |            |                |            |                |   |        |        |        |  |
|  |             |             |             |  |  |                  |                   |                  |                |   | 1          | CSU Long Beach | 3          |                |   |        |        |        |  |
|  |             |             |             |  |  |                  |                   |                  |                |   |            |                | 3          | UC Los Angeles | 0 |        |        |        |  |
|  |             |             |             |  |  | 2                | Hawaii            | 3                |                |   |            |                |            |                |   |        |        |        |  |
|  | 7           | Daemen      | 0           |  |  | 7                | Penn State        | 1                |                |   |            |                |            |                |   |        |        |        |  |
|  | 7           | Penn State  | 3           |  |  |                  |                   |                  |                |   | 2          | Hawaii         | 0          |                |   |        |        |        |  |
|  |             |             |             |  |  |                  |                   | 3                | UC Los Angeles | 3 |            |                |            |                |   |        |        |        |  |
|  |             |             |             |  |  | 3                | UC Los Angeles    | 3                |                |   |            |                |            |                |   |        |        |        |  |
|  |             |             |             |  |  | 6                | Belmont Abbey     | 0                |                |   |            |                |            |                |   |        |        |        |  |

### Primo turno
| 2 maggio 2025 Lumsden Gymnasium, Amherst Durata: 1h:34 - Spettatori: 400 | Daemen | 0 - 3 | Penn State | 23-25, 21-25, 22-25 |

### Quarti di finale
| 8 maggio 2025 Covelli Center, Columbus Durata: 1h:26 - Spettatori: ? | CSU Long Beach | 3 - 0 | Fort Valley State | 25-21, 25-16, 25-16        |
| 8 maggio 2025 Covelli Center, Columbus Durata: ? - Spettatori: 2 263 | Loyola Chicago | 1 - 3 | Pepperdine        | 25-18, 26-28, 13-25, 20-25 |
| 8 maggio 2025 Covelli Center, Columbus Durata: 2h:21 - Spettatori: ? | Hawaii         | 3 - 1 | Penn State        | 25-19, 21-25, 25-23, 25-23 |
| 8 maggio 2025 Covelli Center, Columbus Durata: 1h:38 - Spettatori: ? | UC Los Angeles | 3 - 0 | Belmont Abbey     | 25-18, 25-21, 25-19        |

### Semifinali
| 10 maggio 2025 Covelli Center, Columbus Durata: ? - Spettatori: ?         | CSU Long Beach | 3 - 1 | Pepperdine     | 20-25, 25-23, 25-19, 25-23 |
| 10 maggio 2025 Covelli Center, Columbus Durata: 1h:46 - Spettatori: 3 342 | Hawaii         | 0 - 3 | UC Los Angeles | 14-25, 23-25, 23-25        |

### Finale
| 12 maggio 2025 Covelli Center, Columbus Durata: 1h:50 - Spettatori: 3 063 | CSU Long Beach | 3 - 0 | UC Los Angeles | 25-17, 25-23, 25-21 |

## Premi individuali
| Premio              | Giocatore         | Squadra        |
| ------------------- | ----------------- | -------------- |
| MVP                 | Simeon Nikolov    | CSU Long Beach |
| All-Tournament Team | Skyler Varga      | CSU Long Beach |
| All-Tournament Team | Aleksandăr Kăndev | CSU Long Beach |
| All-Tournament Team | Cooper Robinson   | UC Los Angeles |
| All-Tournament Team | Zachary Rama      | UC Los Angeles |
| All-Tournament Team | Ryan Barnett      | Pepperdine     |
| All-Tournament Team | Finn Kearney      | Hawaii         |